# Metepeira triangularis
Metepeira triangularis là một loài nhện trong họ Araneidae.
Loài này thuộc chi Metepeira. Metepeira triangularis được Pelegrin Franganillo-Balboa miêu tả năm 1930.